# Bran mac Febal
Bran mac Febal es el protagonista de un immram irlandés cuyas aventuras fueron puestas por escrito por monjes irlandeses alrededor del 900 d. C. Aunque en el Viaje de Bran (traducido por primera vez al inglés por Kuno Meyer en el año 1895) aparecen múltiples interpolaciones cristianas, el relato está plagado de elementos celtas paganos.
Según el mito, Bran mac Febal era un príncipe irlandés que un buen día escuchó una música que lo adormeció y al despertar encontró una rama plateada de la cual colgaban manzanas. La llevó a palacio, la enseñó a los nobles y en ese momento se acercó una bella princesa que comenzó a cantar los bienes de Emhain Abhlach, la pomarada bendita. Así pues, el día siguiente Bran con ayuda de tres naves y veintinueve hombres zarpó hacia Occidente en busca de tal lugar.
Por el camino se encontraron al dios del mar Manannán mac Lir, que montado en su carro les volvió a cantar las delicias de las islas afortunadas. Llegaron en primer lugar a la Isla de Alegría, en la cual la gente reía sin cesar y se comportaba como si estuviese ebria...uno de los hombres se bajó a la isla y tras pisarla comenzó a comportarse de la misma forma y Bran no tuvo más remedio que abandonarlo.
Alcanzaron finalmente Tír na mBan, la Tierra de las Mujeres, y allí estuvieron lo que les pareció un año. Al fin, uno de los hombres tuvo nostalgia y convenció a Bran para visitar Irlanda. Bran y sus hombres partieron de nuevo hacia Irlanda, pero antes de zarpar la reina de Tír na mBan les advirtió que no pisaran tierra firme. Pero tras llegar a Irlanda el hombre que había convencido a Bran para volver saltó a tierra y quedó convertido en polvo, pues en el mundo de los mortales había transcurrido un siglo. La expedición de Bran partió de nuevo hacia alta mar y no se la volvió a ver jamás.